# Collegio uninominale Calabria - 01 (Senato della Repubblica 2020)
Il collegio elettorale uninominale Calabria - 01 è un collegio elettorale uninominale della Repubblica Italiana per l'elezione del Senato della Repubblica.

## Territorio
Come previsto dalla legge n. 51 del 27 maggio 2019, il collegio è stato definito tramite decreto legislativo all'interno della circoscrizione Calabria.
È formato dal territorio dell'intera provincia di Cosenza (150 comuni) e dell'intera provincia di Crotone (27 comuni).
Il collegio è parte del Collegio plurinominale Calabria - 01.

## Eletti
| Elezione | Elezione | Senatore       | Partito           |
| -------- | -------- | -------------- | ----------------- |
|          | 2022     | Ernesto Rapani | Fratelli d'Italia |

## Dati elettorali

### XIX legislatura
Come previsto dalla legge elettorale, 74 senatori sono eletti con sistema a maggioranza relativa in altrettanti collegi uninominali a turno unico.
| Candidati                                 | Candidati                | Voti    | %     | Liste                                                | Voti    | %     |
| ----------------------------------------- | ------------------------ | ------- | ----- | ---------------------------------------------------- | ------- | ----- |
|                                           | Ernesto Rapani ✔️ Eletto | 126 484 | 38,12 | Fratelli d'Italia                                    | 56 924  | 17,16 |
| Forza Italia                              | Ernesto Rapani ✔️ Eletto | 126 484 | 38,12 | 50 565                                               | 15,24   |       |
| Lega per Salvini Premier                  | Ernesto Rapani ✔️ Eletto | 126 484 | 38,12 | 16 793                                               | 5,06    |       |
| Noi moderati/Lupi - Toti - Brugnaro - UDC | Ernesto Rapani ✔️ Eletto | 126 484 | 38,12 | 2 202                                                | 0,66    |       |
|                                           | Maria Saladino           | 118 291 | 35,65 | Movimento 5 Stelle                                   | 118 291 | 35,65 |
|                                           | Francesca Dorato         | 53 625  | 16,16 | Partito Democratico-IDP                              | 42 759  | 12,89 |
| Alleanza Verdi e Sinistra                 | Francesca Dorato         | 53 625  | 16,16 | 5 245                                                | 1,58    |       |
| +Europa                                   | Francesca Dorato         | 53 625  | 16,16 | 3 469                                                | 1,05    |       |
| Impegno Civico - Centro Democratico       | Francesca Dorato         | 53 625  | 16,16 | 2 152                                                | 0,65    |       |
|                                           | Daniela Flavia Ventura   | 11 523  | 3,47  | Azione - Italia Viva - Calenda                       | 11 523  | 3,47  |
|                                           | Ugo Vetere               | 7 167   | 2,16  | Unione Popolare                                      | 7 167   | 2,16  |
|                                           | Katarzyna Edyta Belbot   | 4 309   | 1,30  | Italexit                                             | 4 309   | 1,30  |
|                                           | Lucio Sessa              | 3 894   | 1,17  | Italia Sovrana e Popolare                            | 3 894   | 1,17  |
|                                           | Antonio Manfredi         | 2 064   | 0,62  | Partito Comunista Italiano                           | 2 064   | 0,62  |
|                                           | Vincenzo Chiaramonte     | 1 166   | 0,35  | Alternativa per l'Italia (PdF - Exit)                | 1 166   | 0,35  |
|                                           | Vincenzo Cerullo         | 823     | 0,25  | Partito Animalista Italiano – UCDL – 10 Volte Meglio | 823     | 0,25  |
|                                           | Morena De Luca           | 644     | 0,19  | Forza del Popolo                                     | 644     | 0,19  |
|                                           | Vita Lentini             | 636     | 0,19  | Noi di Centro – Europeisti                           | 636     | 0,19  |
|                                           | Palma Quartarolo         | 634     | 0,19  | Vita                                                 | 634     | 0,19  |
|                                           | Rossella Andolfo         | 541     | 0,16  | Sud chiama Nord                                      | 541     | 0,16  |
| Totale                                    | Totale                   | 331 801 | 100   |                                                      | 331 801 | 100   |
|                                           |                          |         |       |                                                      |         |       |
| Schede bianche                            | Schede bianche           | 8 859   | 2,52  |                                                      |         |       |
| Schede nulle                              | Schede nulle             | 10 806  | 3,07  |                                                      |         |       |
| Votanti                                   | Votanti                  | 351 479 | 51,50 |                                                      |         |       |
| Elettori                                  | Elettori                 | 682 441 |       |                                                      |         |       |